# ライオン (映画)
『ライオン』（The Lion）は、1962年のイギリスとアメリカ合衆国の合作による映画。出演はウィリアム・ホールデンなど。
1962年7月26日に、ロンドンのレスター・スクエアシアターでワールドプレミアが行われた。

## キャスト
※括弧内は日本語吹替（初回放送1977年6月12日『日曜洋画劇場』）
- ロバート：ウィリアム・ホールデン（声：近藤洋介）
- ジョン：トレヴァー・ハワード（声：須賀不二男）
- クリスティーン：キャプシーヌ（声：野際陽子）
- ティナ：パメラ・フランクリン（声：貴家堂子）
- キヒーロー：サミュエル・ロンボー

## スタッフ
- 監督：ジャック・カーディフ
- 製作：サミュエル・G・エンゲル
- 原作：ジョゼフ・ケッセル
- 脚本：アイリーン・キャンプ、ルイズ・キャンプ
- 撮影：テッド・スケイフ
- 音楽：マルコム・アーノルド